# Rock Master 1997
Rock Master 1997 – międzynarodowe zawody we wspinaczce sportowej organizowane od 1987 roku we włoskim Arco, których 12 edycja Rock Master odbyła się w dniu 13 września w 1997.

## Uczestnicy
Organizator festiwalu Rock Master's do zawodów wspinaczkowych na sztucznych ścianach (Climbing Stadium Arco), zaprosił wspinaczy, którzy wystąpili w konkurencji;
- prowadzenie (kobiety i mężczyźni).

## Wyniki
Legenda
     * Konkurencje zawodów wspinaczkowych rozegrane tylko w ramach Rock Master 1996 zostały zaznaczone tym kolorem.
     * Zawodnicy (włoscy), organizatora zawodów  zostali zaznaczeni tym kolorem.

### Prowadzenie
W zawodach wspinaczkowych w konkurencji prowadzenie wzięło udział 16 zawodników oraz 11 zawodniczek.
| Mężczyźni |                       |       |
| Miejsce   | Zawodnik              | Wynik |
|           |                       |       |
| złoto     | François Legrand      | 5600  |
| srebro    | Cristian Brenna       | 4480  |
| brąz      | Saławat Rachmietow    | 3640  |
| 4.        | Chris Sharma          | 3080  |
| 5.        | Jewgienij Owczinnikow | 2856  |
| 6.        | Elie Chevieux         | 2632  |
| 7.        | François Petit        | 2408  |
| 8.        | Christian Core        | 2240  |
| 9.        | Luca Zardini          | 0     |
| 10.       | Mauro Calibani        | 0     |
| 11.       | Daniel Andrada        | 0     |
| 12.       | David Caude           | 0     |
| 13.       | Luca Giupponi         | 0     |
| 14.       | Ralph Brunel          | 0     |
| 15.       | Paul de Wilde         | 0     |
| 16.       | Christoph Bucher      | 0     |

| Kobiety |                     |       |
| Miejsce | Zawodniczka         | Wynik |
|         |                     |       |
| złoto   | Katie Brown         | 4600  |
| srebro  | Muriel Sarkany      | 3680  |
| brąz    | Jelena Owczinnikowa | 2990  |
| 4.      | Cécile Avezou       | 2530  |
| 5.      | Jelena Czumiłowa    | 2346  |
| 6.      | Natalie Richer      | 0     |
| 7.      | Marietta Uhden      | 0     |
| 8.      | Martina Čufar       | 0     |
| 9.      | Luisa Iovane        | 0     |
| 10.     | Marie Giullet       | 0     |
| 11.     | Bettina Schöpf      | 0     |